# Frederikke Thøgersen
Frederikke Skjødt Thøgersen (Thisted, 24 luglio 1995) è una calciatrice danese, centrocampista della Roma e della nazionale danese.

## Carriera

### Club
Nata a Thisted, inizia a giocare a calcio nella squadra della sua città, rimanendovi fino al compimento della maggiore età, nel 2013, quando viene tesserata dal Fortuna Hjørring, militante in Elitedivisionen, massima serie del calcio femminile danese. Con le biancoverdi gioca in Champions League, competizione nella quale debutta il 9 ottobre 2013, entrando al 56' della sconfitta in rimonta per 3-2 in Italia con il Tavagnacco nei sedicesimi di finale. Nel 2014 viene eletta miglior giovane talento del calcio femminile danese dalla DBU, federazione calcistica danese. Alla prima stagione con il Fortuna vince il campionato, ripetendosi nel 2016, anno in cui coglie il double, vincendo anche la Coppa di Danimarca.
Dopo aver vinto un altro campionato danese nel 2018 e una Coppa di Danimarca nel 2019, a fine stagione 2018-2019 si trasferisce per la prima volta all'estero, andando a giocare in Italia, alla Fiorentina. Rimane con la squadra di Firenze per due stagioni, maturando complessivamente 36 presenze e 2 reti in Serie A.
Durante la sessione estiva di calciomercato 2021 il Rosengård annuncia il suo arrivo, per giocare la seconda parte del campionato di Damallsvenskan 2021, tuttavia Renée Slegers inizia ad averla a disposizione solo dall'agosto 2022. Thøgersen, che in quell'anno marca una presenza anche con la squadra riserve in Svenska Spel F19, contribuisce con 6 presenze alla conquista del 13º titolo di Campione di Svezia, alle quali si aggiungono un'apparizione in Coppa e in tutte le sei del girone D della fase a gironi in Champions League che vedono le svedesi, sempre sconfitte, uscire dal torneo.
Il 21 gennaio 2023, Thøgersen si trasferisce all'Inter, con cui si lega fino al 30 giugno 2024. Lascia il club al termine dell'annata 2023-2024, alla scadenza naturale del proprio contratto, dopo aver collezionato in tutto 42 presenze in maglia nerazzurra.
L'11 luglio 2024, Thøgersen viene ingaggiata a titolo definitivo dalla Roma, sempre in Serie A, con cui firma un contratto biennale. Il 12 gennaio 2025 segna la sua prima rete con le giallorosse, nella sconfitta interna per 1-2 contro l'Inter.

### Nazionale

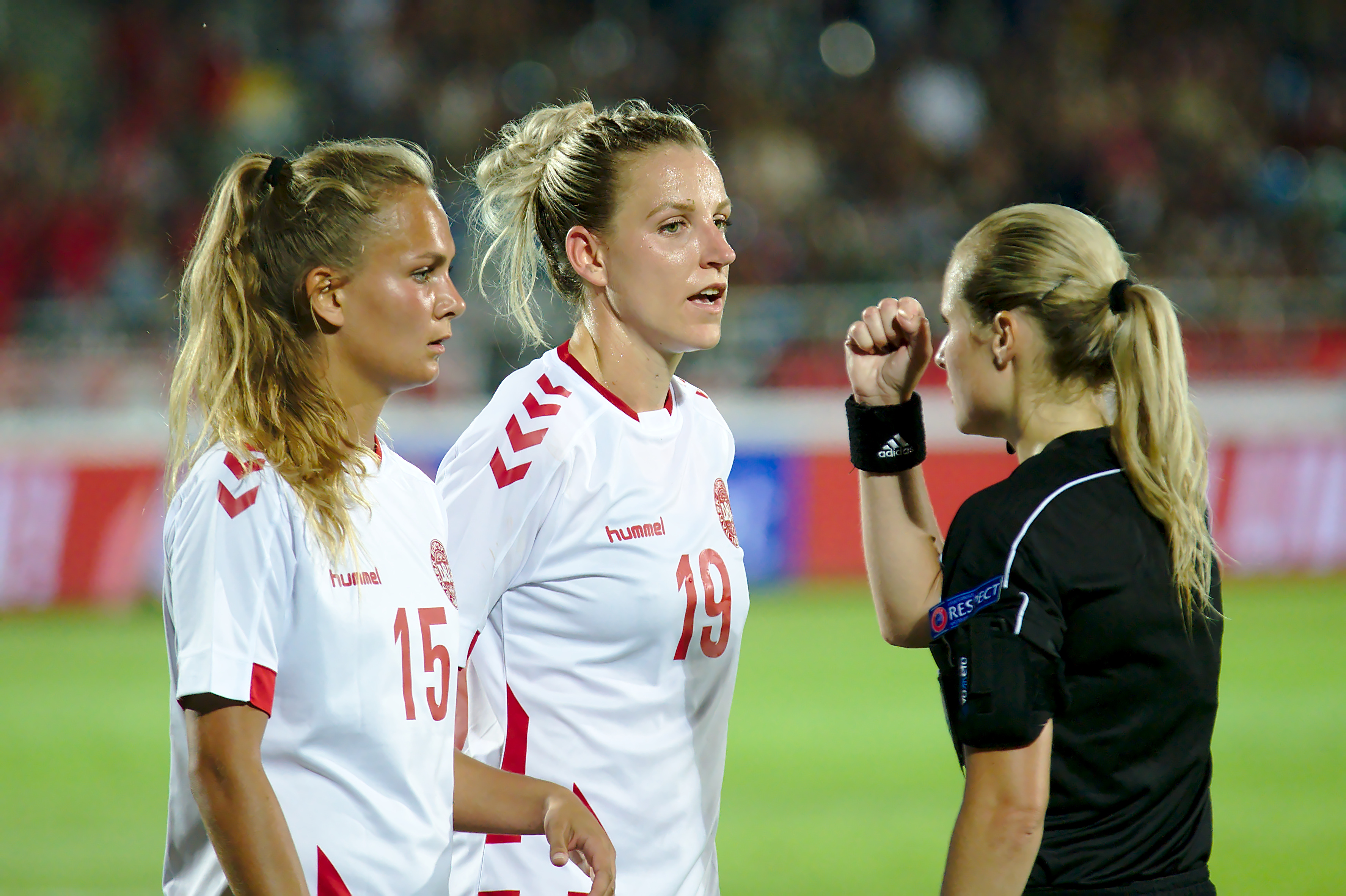
Thøgersen (nº 15) nel 2017 in nazionale insieme a Cecilie Sandvej.

Inizia a giocare nelle nazionali giovanili danesi nel 2011, a 15 anni, disputando 6 gare con l'Under-16, andando a segno in due di esse. Nello stesso anno esordisce in Under-17, militandovi fino al 2012, anno in cui viene convocata per l'Europeo in Svizzera, che concluderà al terzo posto, grazie alla vittoria ai rigori contro le padrone di casa nella finale per il terzo posto. Chiude con un totale di 16 presenze e 1 rete. Tra 2012 e 2014 è impiegata in Under-19, con cui ottiene 23 presenze e 2 gol e partecipa all'Europeo di categoria in Galles nel 2013, terminato con l'eliminazione nel girone.
Nel 2014, a 19 anni non ancora compiuti, debutta in nazionale maggiore, nella sconfitta per 2-0 in Algarve Cup contro la Svezia del 5 marzo, entrando al 74' al posto di Johanna Rasmussen.
Nel 2016 gioca un'amichevole in Under-23, nella quale va a segno.
Nel 2017 il CT danese Nils Nielsen la convoca per l'Europeo nei Paesi Bassi, utilizzandola in cinque delle sei gare del torneo, concluso con la sconfitta per 4-2 in finale contro le padrone di casa.
Del 2018 è la sua prima rete con la nazionale maggiore, quando il 2 marzo, in occasione dell'edizione di quell'anno dell'Algarve Cup, sigla il gol del parziale 2-1 nell'incontro poi perso 3-2 con i Paesi Bassi.

## Statistiche

### Presenze e reti nei club
Statistiche aggiornate al 17 maggio 2025.
| Stagione                | Squadra                 | Campionato              | Campionato | Campionato | Coppe nazionali | Coppe nazionali | Coppe nazionali | Coppe continentali | Coppe continentali | Coppe continentali | Altre coppe | Altre coppe | Altre coppe | Totale | Totale |
| Stagione                | Squadra                 | Comp                    | Pres       | Reti       | Comp            | Pres            | Reti            | Comp               | Pres               | Reti               | Comp        | Pres        | Reti        | Pres   | Reti   |
| ----------------------- | ----------------------- | ----------------------- | ---------- | ---------- | --------------- | --------------- | --------------- | ------------------ | ------------------ | ------------------ | ----------- | ----------- | ----------- | ------ | ------ |
| 2013-2014               | Fortuna Hjørring        | ED                      | ?          | ?          | CD              | ?               | ?               | UWCL               | 3                  | 0                  | -           | -           | -           | 3+     | 0+     |
| 2014-2015               | Fortuna Hjørring        | ED                      | ?          | ?          | CD              | ?               | ?               | UWCL               | 4                  | 1                  | -           | -           | -           | 4+     | 1+     |
| 2015-2016               | Fortuna Hjørring        | ED                      | ?          | ?          | CD              | ?               | ?               | UWCL               | 4                  | 0                  | -           | -           | -           | 4+     | 0+     |
| 2016-2017               | Fortuna Hjørring        | ED                      | ?          | ?          | CD              | ?               | ?               | UWCL               | 6                  | 0                  | -           | -           | -           | 6+     | 0+     |
| 2017-2018               | Fortuna Hjørring        | ED                      | 21         | 5          | CD              | ?               | ?               | UWCL               | 2                  | 0                  | -           | -           | -           | 23+    | 5+     |
| 2018-2019               | Fortuna Hjørring        | ED                      | 23         | 4          | CD              | ?               | ?               | UWCL               | 2                  | 0                  | -           | -           | -           | 25+    | 4+     |
| Totale Fortuna Hjørring | Totale Fortuna Hjørring | Totale Fortuna Hjørring | 44+        | 9+         | -               | -               | -               | -                  | 21                 | 1                  | -           | -           | -           | 65+    | 10+    |
| 2019-2020               | Fiorentina              | A                       | 15         | 2          | CI              | 2               | 1               | UWCL               | 2                  | 0                  | SI          | 1           | 0           | 20     | 3      |
| 2020-2021               | Fiorentina              | A                       | 21         | 0          | CI              | 3               | 0               | UWCL               | 4                  | 0                  | SI          | 2           | 0           | 30     | 0      |
| Totale Fiorentina       | Totale Fiorentina       | Totale Fiorentina       | 36         | 2          | -               | 5               | 1               | -                  | 6                  | 0                  | -           | 3           | 0           | 50     | 3      |
| 2022                    | Rosengård               | DS                      | 6          | 0          | CS              | 1               | 0               | UWCL               | 6                  | 0                  | -           | -           | -           | 13     | 0      |
| 2023-2024               | Inter                   | A                       | 23         | 0          | CI              | 2               | 0               | -                  | -                  | -                  | -           | -           | -           | 25     | 0      |
| 2024-2025               | Roma                    | A                       | 26         | 1          | CI              | 3               | 0               | UWCL               | 8                  | 0                  | SI          | 1           | 0           | 38     | 1      |
| Totale carriera         | Totale carriera         | Totale carriera         | 135+       | 12+        | -               | 11+             | 1+              | -                  | 41                 | 1                  | -           | 4           | 0           | 191+   | 14+    |

## Palmarès

### Club
- Campionato danese: 3

Fortuna Hjørring: 2013-2014, 2015-2016, 2017-2018
- Coppa di Danimarca: 2

Fortuna Hjørring: 2015-2016, 2018-2019
- Coppa di Svezia: 1

Rosengård: 2021-2022
- Campionato svedese: 1

Rosengård: 2022
- Supercoppa italiana: 1

Roma: 2024